# آتش گرفتن (فیلم ۱۹۹۰)
آتش گرفتن یا آتش‌بازی (به انگلیسی: Catchfire) فیلمی محصول سال ۱۹۹۰ و به کارگردانی دنیس هاپر است. در این فیلم بازیگرانی همچون دنیس هاپر، جودی فاستر، دین استاکول، وینسنت پرایس، جان تورتورو، فرد وارد، جولی آدامز، تونی سیریکو، گرند ال. بوش، کاترین لاناسا و گری ویلز ایفای نقش کرده‌اند.